# Karl Jakob Hirsch
Karl Jakob Hirsch (geboren 13. November 1892 in Hannover; gestorben 8. Juli 1952 in München; Pseudonyme: Joe Gassner; Karl Böttner) war ein deutscher Maler, Künstler und Schriftsteller.

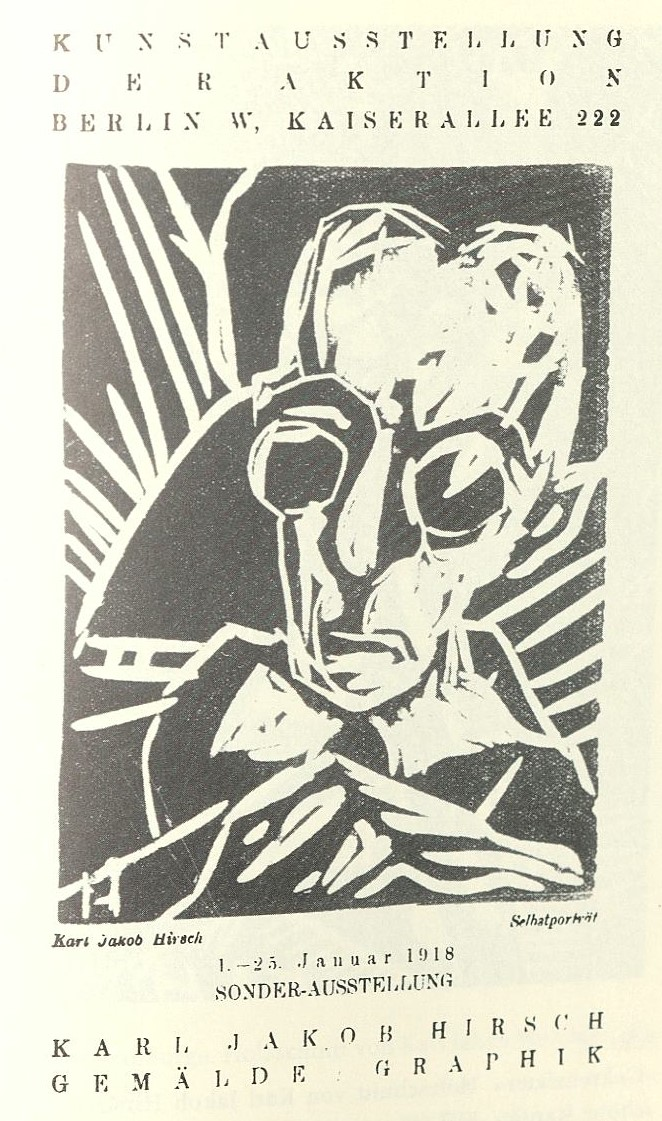
Selbstporträt (1918)

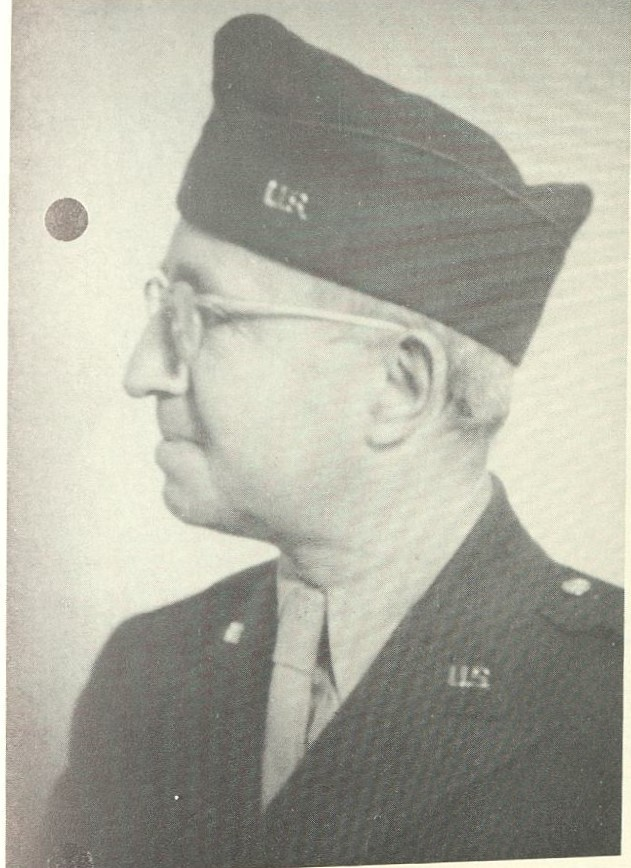
Als amerikanischer Besatzungssoldat, 1946

## Leben

### Familie
Karl Jakob Hirsch war der Sohn des in Hannover praktizierenden Arztes und Sanitätsrates Salomon Hirsch (1866–1916), Enkel des Schriftstellers Isaak Hirsch und der Ur-Enkel des Rabbiners Samson Raphael Hirsch.

### Werdegang
Karl Jakob Hirsch wurde in der Gründerzeit des Deutschen Kaiserreichs in Hannover als Kind einer jüdischen Familie geboren. Der Sohn des stadtbekannten Hals-Nasen-Ohren-Arztes wuchs zunächst in der Herschelstraße auf, bevor die Familie 1896 in die Stiftstraße, 1905 dann in die Königstraße zog. Das verwöhnte, ständig „kränkelnde“ Kind, das seine Mutter mitunter „Lieschen“ nannte, besuchte das hannoversche Lyzeum II, wo er vor allem durch „häufiges Schwätzen“ auffiel. Nachdem der mit dem sogenannten „November-Phlegma“ bezeichnete ständig Unpässliche mittels zahlreicher Atteste seines Vaters häufig der ungeliebten Einrichtung entfliehen konnte, verließ er diese schließlich ohne Abschluss.
Seine schon in früher Jugend ausgeprägt musische Neigung hatten die Eltern unterdessen mit Klavierunterricht unterstützt, der erstaunliche Erfolge zeigte. Eine mögliche musikalische Karriere endete dann allerdings jäh durch eine Teilamputation des rechten Zeigefingers.
1909 besuchte Hirsch kurzzeitig die hannoversche Kunstgewerbeschule, wurde dann von seinen Eltern zur Großmutter nach München geschickt, wo er – ebenfalls ab 1909 – die von Wilhelm von Debschitz gegründete Debschitz-Schule besuchte und dort bis 1911 Malerei und Graphik studierte.
1911 kehrte Hirsch zunächst in seine Heimatstadt zurück, siedelte dann nach Worpswede in der dortige Künstlerkolonie über. 1912 und 1913 hielt er sich Paris auf.

Gulo (1916)

Mitten im Ersten Weltkrieg zog Hirsch gemeinsam mit der Ärztin Auguste Lotz, genannt Gulo (1889–1947), nach Berlin, wo die beiden 1916 heirateten. Dort freundete sich Hirsch mit Franz Pfemfert an, für dessen Zeitschrift Die Aktion er Druckgrafiken wie Holz- und Linolschnitte sowie Zeichnungen anfertigte.
Seinen Militärdienst versah Karl Jakob Hirsch in einer Verwaltungsstelle nahe Berlin, in der er von 1916 bis 1918 am Ersten Weltkrieg teilnahm.

Von Karl Jakob Hirsch gestaltetes Veranstaltungsplakat (um 1919)

Nach der Novemberrevolution betätigte sich Hirsch 1918 als „künstlerischer Beirat“ an der Berliner Volksbühne sowie in den Jahren 1918 und 1919 als einer der Mitbegründer des „Rates Geistiger Arbeiter“. Ebenfalls ab 1919 veröffentlichte Hirsch Texte und Grafiken im Stil des Expressionismus, engagierte er sich in der Künstlergemeinschaft „Novembergruppe“, die revolutionäre und sozialistische Ziele verfolgte.
Bis Mitte der 1920er Jahre schuf Hirsch neben grafischen Arbeiten eine große Anzahl heute verschollener Gemälde, die ihn als Vertreter der expressionistischen Bewegung auswiesen. Er entwarf Bühnenbilder und Kostüme für die Berliner „Volksbühne“ und schuf die Bauten für eine Reihe von deutschen Filmen.
1925 wechselte Hirsch von der bildenden Kunst zur Literatur, schrieb anfangs Musik-, Kunst- und Literaturkritiken für verschiedene Zeitungen und Zeitschriften. Er hielt sich vorwiegend in Italien und Frankreich auf und lieferte Feuilletons, Reiseberichte und Erzählungen für Zeitungen.
1929 heiratete Karl Jakob Hirsch seine zweite Ehefrau Wera Carus.
Mit seinem noch zur Zeit der Weimarer Republik 1931 im S. Fischer Verlag in Berlin erschienenen Hauptwerk, dem Roman Kaiserwetter, der auf brillante Weise die Atmosphäre des späten Kaiserreichs in einer Provinzstadt schildert, erzielte er einen großen Erfolg; die bereits geschriebene Fortsetzung konnte jedoch nach der „Machtergreifung“ der Nationalsozialisten nicht mehr erscheinen und ging verloren.
Hirsch emigrierte im Dezember 1934. Er ging zunächst nach Dänemark, dann in die Schweiz und 1936 in die Vereinigten Staaten. In New York war er Redakteur der deutschsprachigen Neuen Volkszeitung; ab 1942 arbeitete er als Angestellter der staatlichen Briefzensur. Nachdem er bereits nach 1945 eine Zeit lang für die amerikanische Militärregierung in München tätig gewesen war, kehrte Hirsch 1948 endgültig nach Deutschland zurück. Seine Hoffnung, an die schriftstellerische Karriere aus der Zeit der Weimarer Republik anknüpfen zu können, zerschlug sich jedoch. Nur noch ein Buch, die Autobiografie Heimkehr zu Gott, in dem er seine 1945 erfolgte Konversion zum Protestantismus schilderte, erschien zu seinen Lebzeiten. Hirschs umfangreicher Nachlass, der mittlerweile von der Universitätsbibliothek der Ludwig-Maximilians-Universität München verwaltet wird, ist bis heute größtenteils unveröffentlicht. Posthum erschien seine Autobiografie Quintessenz meines Lebens.

## Werke
- Der Schwarze Turm – Acht unveröffentlichte Originalholzschnitte vom Stock gedruckt und ein Nachwort. November-Verlag 1918, Kiel 1919. Nachdruck: Ed. Joseph Hierling, München 1990, ISBN 3-925435-10-7.
- Revolutionäre Kunst. Die Aktion, Berlin-Wilmersdorf 1919.
- Acht Radierungen zu Liedern Gustav Mahlers. Dresdner Verlag H. Schilling, Klotzsche bei Dresden 1921.
- Kaiserwetter. S. Fischer, Berlin 1931. (jmb Verlag, Hannover 2009, ISBN 978-3-940970-98-5).
- Felix und Felicia. Eine Sommergeschichte. S. Fischer, Berlin 1933 (unter dem Pseudonym Karl Böttner). (jmb Verlag, Hannover 2011, ISBN 978-3-940970-90-9).
- Tagebuch aus dem »Dritten Reich«. New York 1941. (jmb Verlag, Hannover 2009, ISBN 978-3-940970-56-5).
- Heimkehr zu Gott. Desch, München 1946.
- Hochzeitsmarsch in Moll. Oberon, Bad Homburg 1986, ISBN 3-925844-01-5.
- Quintessenz meines Lebens. v. Hase und Koehler, Mainz 1990, ISBN 3-7758-1211-3.
- Der alte Doktor. Hauschild Verlag, Bremen 1994, ISBN 3-929902-18-4.
- Das druckgraphische Werk. Worpsweder Verlag, Lilienthal 1994, ISBN 3-89299-175-8.
- Karl Jakob Hirsch – die Plakate. PlakatKonzepte, Hannover 1998.
- Manhattan-Serenade. Lang, Bern u. a. 2001, ISBN 3-906766-22-5 (=Reihe Exil-Dokumente, Bd. 4).
- Karl Jakob Hirschs letzter Roman „Einer muss es ja tun“. Ein Manuskript aus der Nachkriegszeit. Hrsg.: Helmut Stelljes. VDG, Weimar 2003, ISBN 3-89739-375-1.